# Rain (Lech)

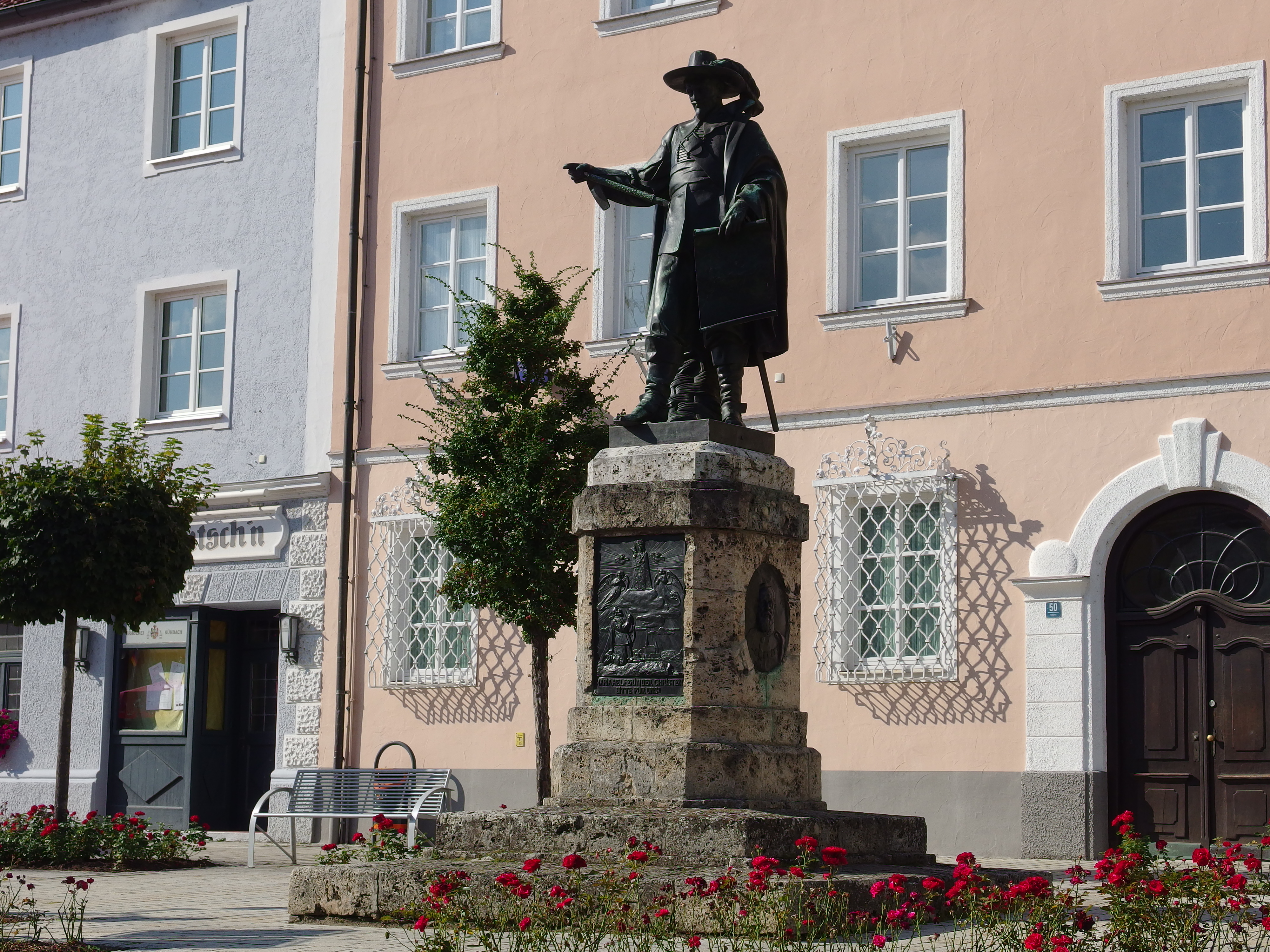
Denkmal für den Feldherrn Tilly († 1632) auf dem Rathausplatz

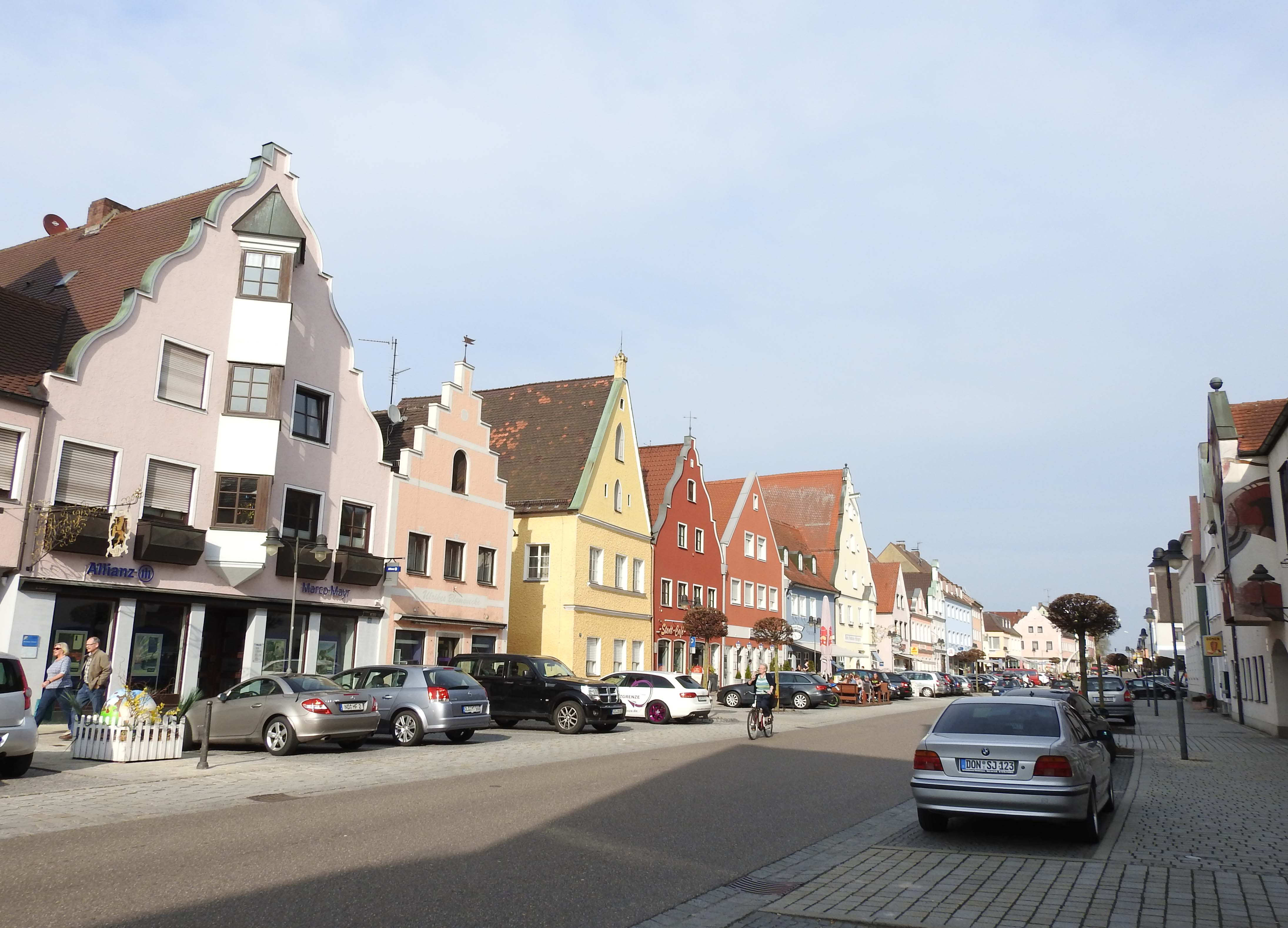
Hauptstraße in Rain

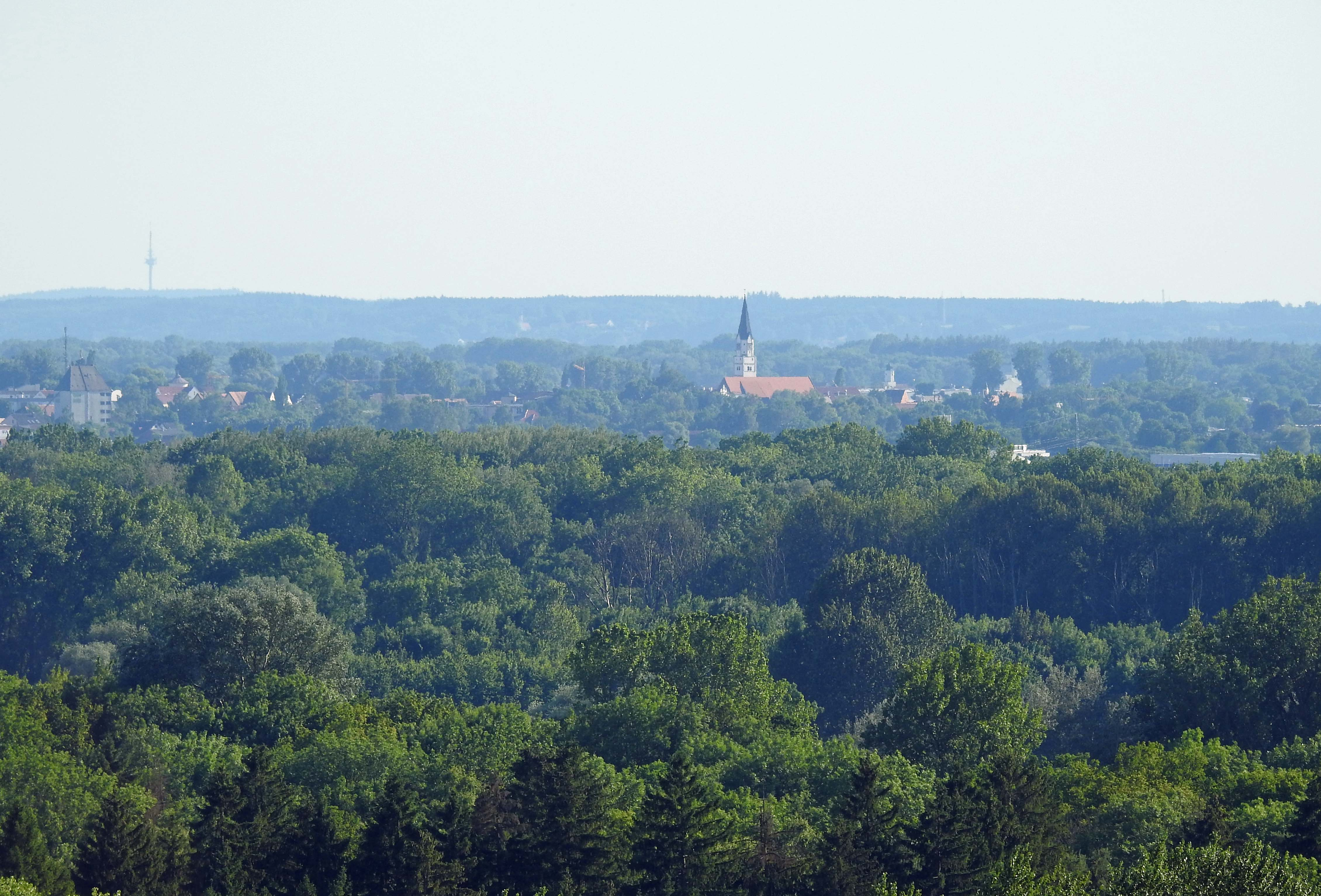
Blick über die Donau auf Rain

Rain ist eine Stadt im schwäbischen Landkreis Donau-Ries und der Sitz der Verwaltungsgemeinschaft Rain, der sie seit dem 1. Juli 2021 aber nicht mehr angehört.

## Geographie

### Lage
Die Gemeinde liegt etwa 40 Kilometer nördlich von Augsburg, nahe der Mündung des Lechs in die Donau. Vor der Landkreisgebietsreform am 1. Juli 1972 gehörte die Stadt zum Landkreis Neuburg an der Donau.

### Gemeindegliederung
Die Stadt hat 24 Gemeindeteile auf 10 Gemarkungen:
| Gemeindeteil  | Siedlungstyp | Gemarkung     | Einwohnerzahl zum 31. Dezember 2021 |
| ------------- | ------------ | ------------- | ----------------------------------- |
| Bayerdilling  | Pfarrdorf    | Bayerdilling  | 725                                 |
| Brunnen       | Einöde       | Etting        | 199                                 |
| Etting        | Kirchdorf    | Etting        | 199                                 |
| Kopfmühle     | Einöde       | Etting        | 199                                 |
| Tödting       | Weiler       | Etting        | 199                                 |
| Gempfing      | Pfarrdorf    | Gempfing      | 396                                 |
| Schlagmühle   | Einöde       | Gempfing      | 396                                 |
| Überacker     | Dorf         | Gempfing      | 396                                 |
| Mittelstetten | Kirchdorf    | Mittelstetten | 170                                 |
| Neuhof        | Weiler       | Mittelstetten | 170                                 |
| Oberpeiching  | Kirchdorf    | Oberpeiching  | 180                                 |
| Sägmühle      | Einöde       | Oberpeiching  | 180                                 |
| Unterpeiching | Kirchdorf    | Oberpeiching  | 114                                 |
| Rain          | Hauptort     | Rain          | 6516                                |
| Sallach       | Kirchdorf    | Sallach       | 170                                 |
| Staudheim     | Pfarrdorf    | Staudheim     | 473                                 |
| Hausen        | Einöde       | Wächtering    | 119                                 |
| Holzmühle     | Einöde       | Wächtering    | 119                                 |
| Nördling      | Einöde       | Wächtering    | 119                                 |
| Strauppen     | Einöde       | Wächtering    | 119                                 |
| Wächtering    | Kirchdorf    | Wächtering    | 119                                 |
| Agathenzell   | Einöde       | Wallerdorf    | 280                                 |
| Hagenheim     | Dorf         | Wallerdorf    | 280                                 |
| Wallerdorf    | Kirchdorf    | Wallerdorf    | 280                                 |

### Nachbargemeinden
|              | Niederschönenfeld                           |          |
| Genderkingen | Kompassrose, die auf Nachbargemeinden zeigt | Burgheim |
| Münster      | Holzheim                                    | Pöttmes  |

## Geschichte

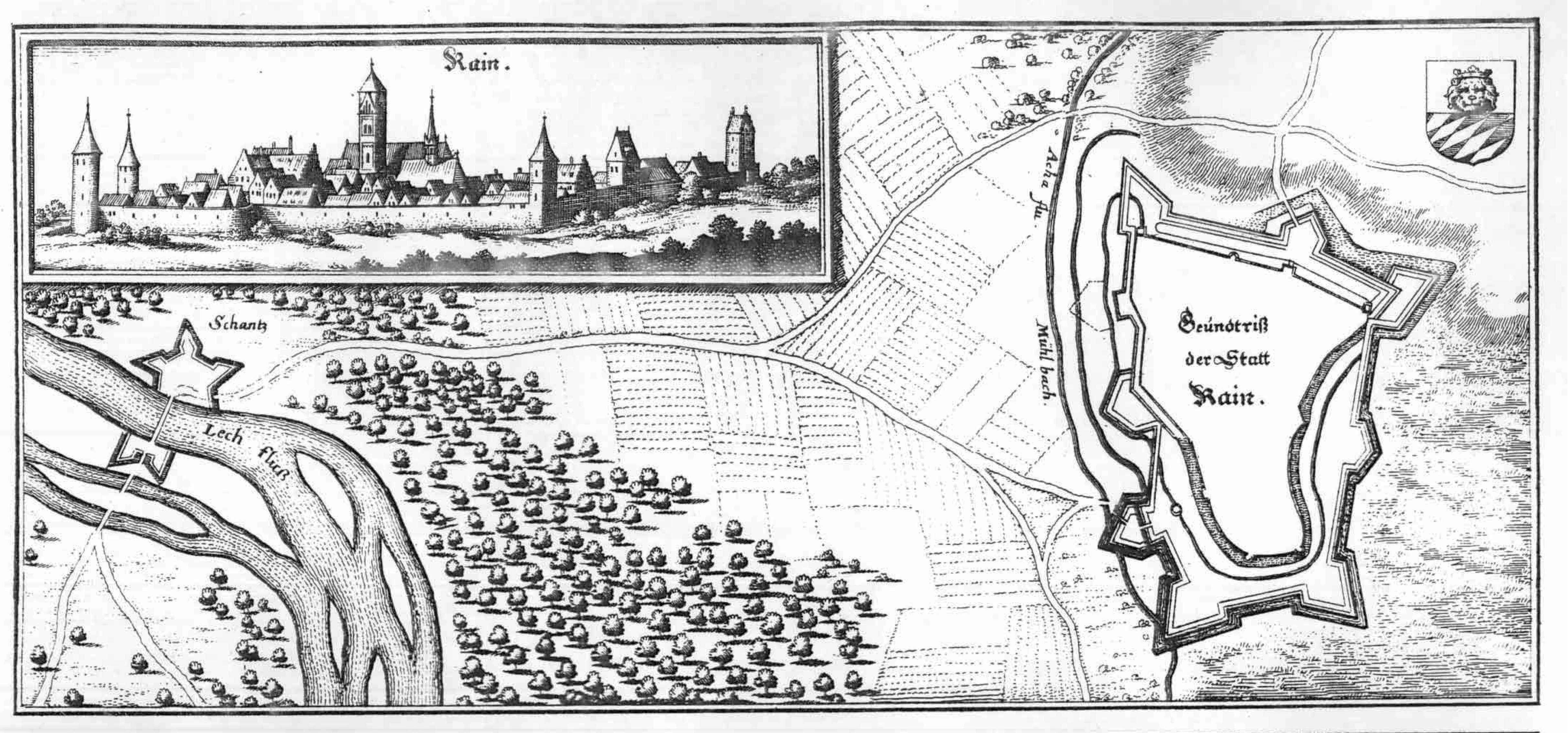
Abbildung der Stadt von Matthäus Merian aus dem Jahr 1665

### Bis zum 19. Jahrhundert
Die erste Erwähnung der Stadt in einer Urkunde des Klosters Niederschönenfeld datiert vom 4. Juli 1257, sie wird dort als „civitas nostra“, als herzogliche Stadt, bezeichnet. Mit großer Wahrscheinlichkeit verdankt Rain seine Gründung zwischen 1248 und 1253 dem bayerischen Herzog Otto II., spätestens aber Herzog Ludwig II. vor 1257. Dazu wurde damals der etwas südlicher in Richtung Bayerdilling gelegene Ort Brucklach umgesiedelt. Heute zeugt nur noch die Brucklacher Straße von diesem abgegangenen Dorf. Wesentlich für die Stadtgründung dürften wirtschaftliche und strategische Gründe wie die Sicherung des Herzogtums Bayern nach Nordwesten gewesen sein. Die Stadt Rain nahm den herzoglichen Zoll an der Lechbrücke ein.
1372 erhielt Rain die niedere Gerichtsbarkeit verliehen und wurde Sitz eines herzoglich-bayerischen Landgerichts.
1394 erhielt die Stadt das Umgeldrecht aus der Salzniederlage. Der Salz-, Wein-, Vieh-, Eisen- und Brückenzoll brachte Rain die dritthöchsten Einnahmen innerhalb Bayerns nach Ingolstadt und Friedberg. Sie gingen durch den Landshuter Erbfolgekrieg 1505 verloren. Während des Krieges erfolgte die Gründung von Pfalz-Neuburg, so wurde Rain Grenzstadt in drei Richtungen. Nur in Richtung Süden und Südosten war kein Ausland.
In der Schlacht bei Rain am Lech im Dreißigjährigen Krieg versuchte am 14./15. April 1632 Graf von Tilly mit dem Heer der Katholischen Liga vergeblich, dem König Gustav Adolf von Schweden den Übergang über den Lech  nach Bayern zu verwehren. Der Feldherr des Liga-Heeres wurde am Beginn der Schlacht schwer verwundet nach Ingolstadt transportiert und starb dort am 30. April 1632 infolge der Schussverletzung am Bein. Auch das geschlagene Heer musste sich unter Verlust der Artillerie nach Ingolstadt zurückziehen und das schwedische Heer verwüstete auf seinem Weg nach München Bayern.
1806 wurde Rain und Umgebung dem neuen Altmühlkreis zugeordnet, 1810 dem Oberdonaukreis.
Durch die am 29. November 1837 von König Ludwig I. veranlasste Reform verlor die Stadt ihre niedere Gerichtsbarkeit. Das Landgericht Rain (ab Oktober 1879 durch neue Gerichtsverfassung Amtsgericht) wechselte 1838 zum neuen Regierungsbezirk Oberbayern. Der Gerichtssprengel Rain wurde bei der Trennung von Justiz und Verwaltung am 1. Juli 1862 dem neuen Bezirksamt Aichach zugeordnet. Am 1. Januar 1880 erfolgte wegen der besseren Anbindung durch die Bahnlinie die Umgliederung in das schwäbische Bezirksamt Neuburg an der Donau.

### 20. und 21. Jahrhundert
Das Amtsgericht Rain fiel 1932 Sparmaßnahmen zum Opfer, das Finanzamt (früher Rentamt) war schon 1929 aufgelöst worden.
Am 1. Juli 1972 fand mit der Gebietsreform in Bayern die letzte Veränderung in der Landkreiszugehörigkeit statt. Die ursprünglich altbayerische Stadt Rain und ihr Umland wurden schwäbisch und gehörten zum neuen Landkreis Nördlingen-Donauwörth, der am 1. Mai 1973 seinen jetzigen Namen Landkreis Donau-Ries erhielt.
Mit ganzjährigem Programm, Konzerten, Ausstellungen, Vorträgen, Unterhaltung, Festen und Aktionen beging Rain im Jahr 2007 das 750-jährige Jubiläum der ersten urkundlichen Erwähnung.

### Eingemeindungen
Im Zuge der Gebietsreform in Bayern wurden am 1. Juli 1972 die Gemeinden Gempfing, Oberpeiching, Sallach und Staudheim eingegliedert. Am 1. Januar 1975 kamen Bayerdilling, Etting, Wächtering und Wallerdorf hinzu. Mittelstetten wurde am 1. Januar 1977 eingemeindet. Unterpeiching folgte am 1. Mai 1978. Die Stadt vergrößerte sich durch die Eingemeindung dieser Orte beträchtlich.

### Einwohnerentwicklung
Zwischen 1988 und 2018 wuchs die Stadt von 6805 auf 8836 um 2031 Einwohner bzw. um 29,9 %.

## Politik

### Stadtrat
Die Kommunalwahl am 15. März 2020 führte zu folgendem Ergebnis für die Zusammensetzung des Stadtrats:
| Partei / Liste                      | Stimmenanteil | Sitze | +/− |
| CSU                                 | 24,30 %       | 5     | ± 0 |
| SPD                                 | 13,59 %       | 3     | ± 0 |
| Wählervereinigung Rainer Stadtteile | 18,92 %       | 4     | − 1 |
| PWG (Parteifreie Wählergruppe)      | 15,71 %       | 3     | + 1 |
| JBU (Jungbürger – Unabhängige)      | 15,81 %       | 3     | ± 0 |
| Freie Wähler/FW Rain                | 11,68 %       | 2     | + 1 |
| Gesamt                              | 100 %         | 20    |     |
| Wahlbeteiligung': 62,47 %           |               |       |     |

### Bürgermeister
Erster Bürgermeister ist Karl Rehm (Parteilose Wählergemeinschaft), der bei der Bürgermeisterstichwahl am 29. März 2020 mit 55,54 % der gültigen Stimmen gewählt wurde. Er folgte damit Gerhard Martin (SPD), der seit 1990 dieses Amt innehatte.
Rehms Mitbewerberin, Claudia Marb (CSU), kam auf 44,46 % der Stimmen. Die Wahlbeteiligung lag bei 68,03 %.
Bürgermeister seit 1945:
- Otto Spreitler, kommissarisch (1945)
- Josef Müller (1945–1948)
- Carl Faig (1948–1966)
- Karl Würmseher, PWG (1966–1990)
- Gerhard Martin, SPD (1990–2020)
- Karl Rehm, Parteilose Wählergemeinschaft (seit 2020)[10]

### Wappen
Blasonierung: „Geteilt; oben in Schwarz der herschauende, rot gekrönte Kopf eines goldenen Löwen, unten geweckt von Silber und Blau.“

### Städtepartnerschaften
- Burkina Faso: Rain unterhält seit dem 18. Januar 1974 eine Partnerschaft mit der Stadt Tougan in Burkina Faso (früher Obervolta). Tougan ist eine Provinzhauptstadt nahe der Sahelzone.
- Ungarn: Am 20. Mai 2012 wurde die Partnerschaft mit der Gemeinde Taksony in Ungarn offiziell besiegelt.

## Kultur und Sehenswürdigkeiten

### Museen
In der Stadt befinden sich das Gebrüder-Lachner-Museum, das Jean-Daprai-Museum und ein Heimatmuseum.

### Baudenkmäler
Das Rokoko-Rathaus steht exponiert in der Stadtmitte und wurde 1759 bis 1762 errichtet. Unter Leitung des Münchener Architekten Erwin Schleich und des örtlichen Architekten Anton Fuchs wurde durch den Erweiterungsbau (1985–1987) und die Generalsanierung des Rokoko-Gebäudes sowie des sogenannten Altherr-Hauses (1987–1989) der heutige Rathaus-Komplex geschaffen. Sehenswert sind außerdem die katholische Stadtpfarrkirche St. Johannes der Täufer mit spätgotischen Fresken (um 1480), das Schwabtor, das Spital mit Allerheiligenkapelle und das ehemalige Schloss. In Rain steht auch das Tilly-Denkmal, das von der Augsburger Bürgerkongregation gestiftet und am 19. Juli 1914 auf dem Rathausplatz enthüllt wurde.

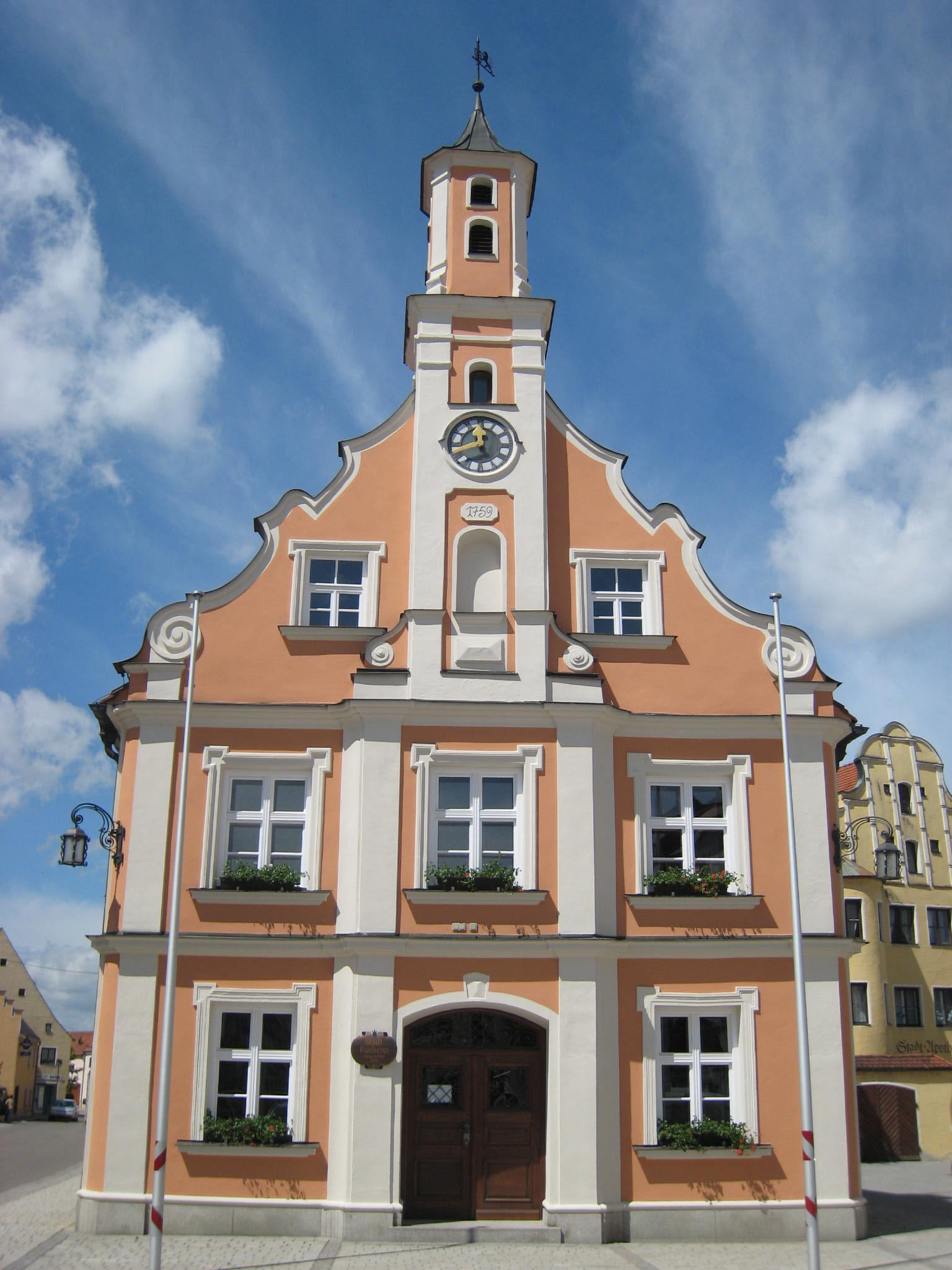
Rathaus
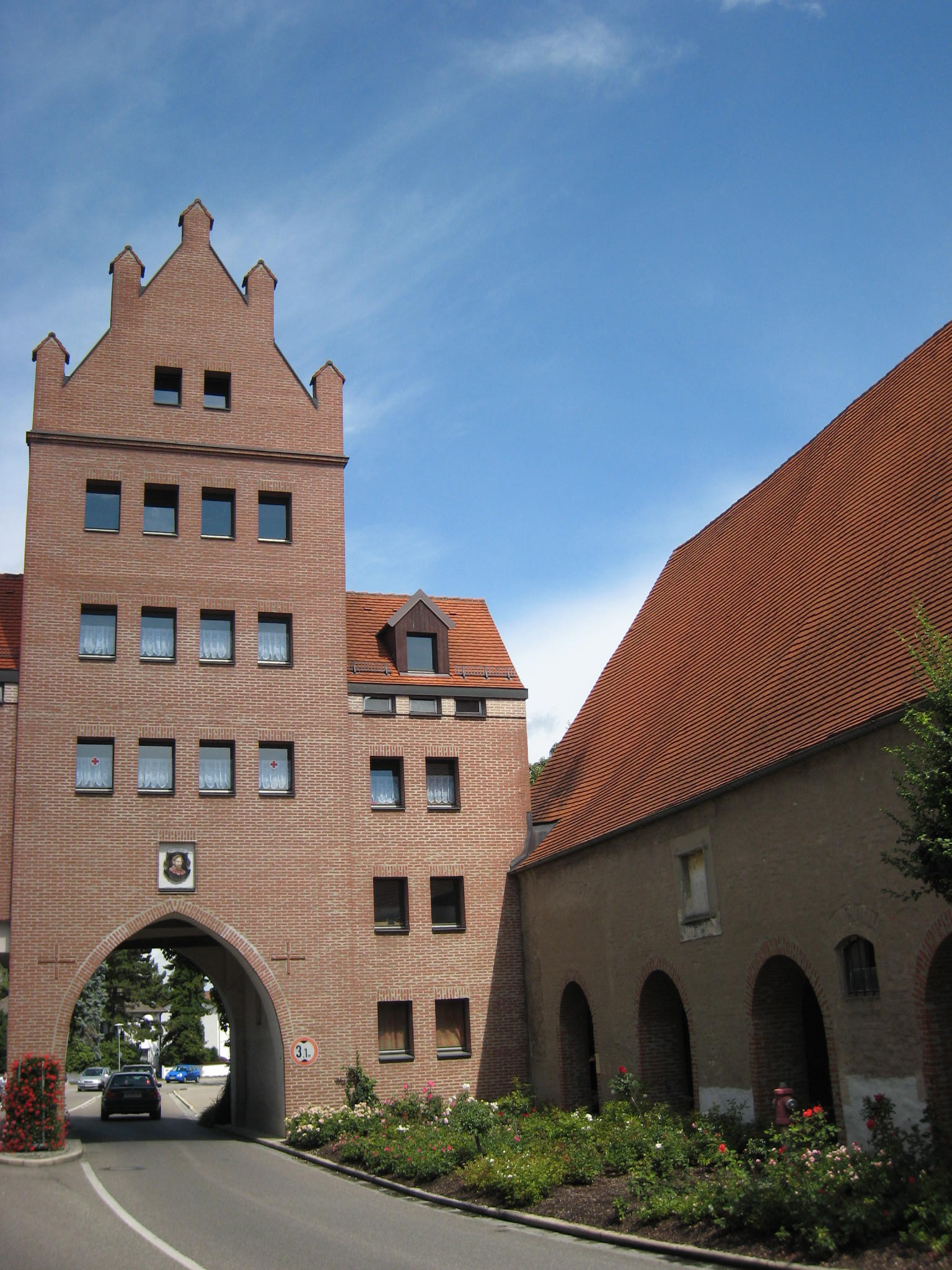
Schwabtor
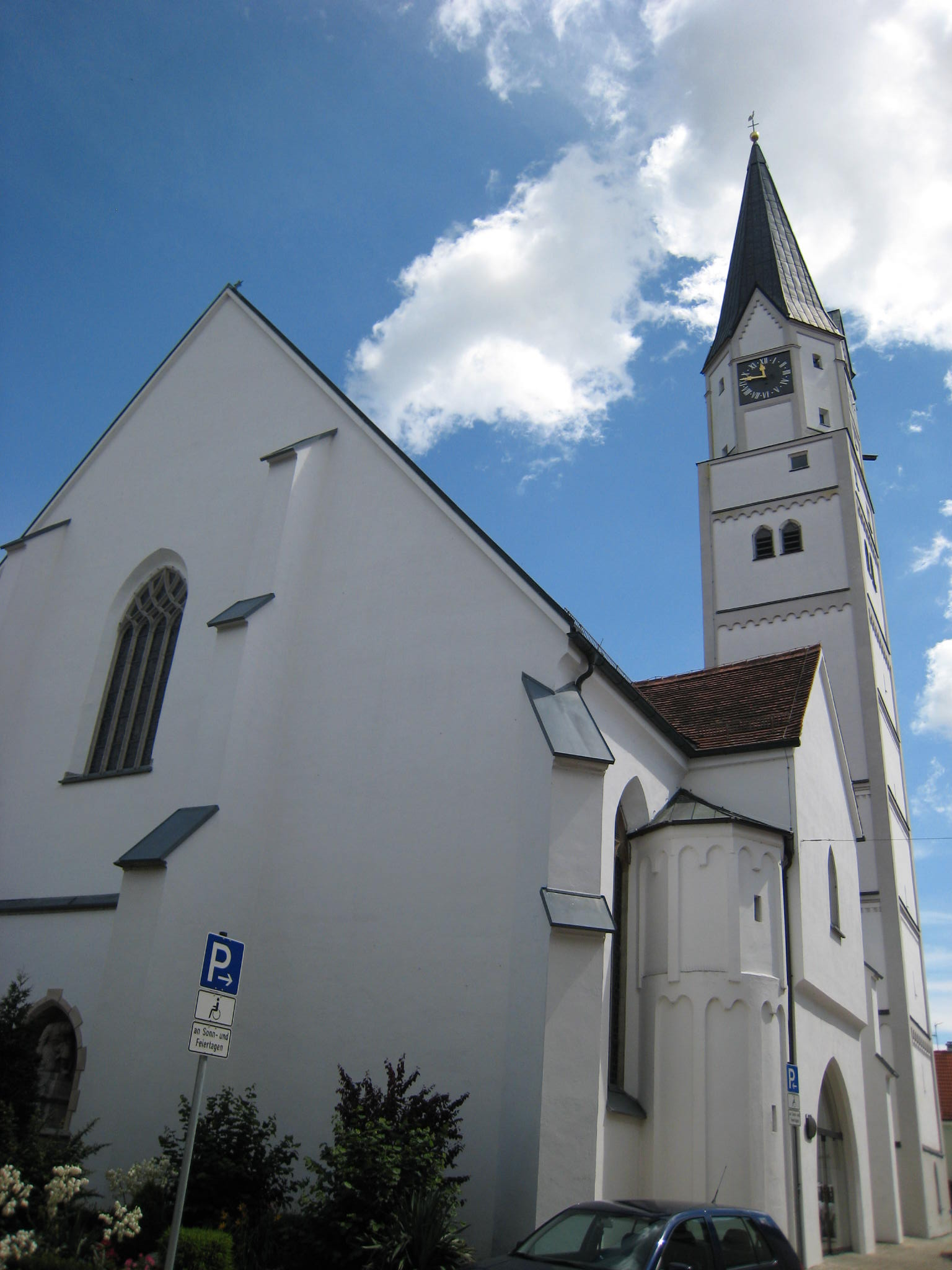
Stadtpfarrkirche
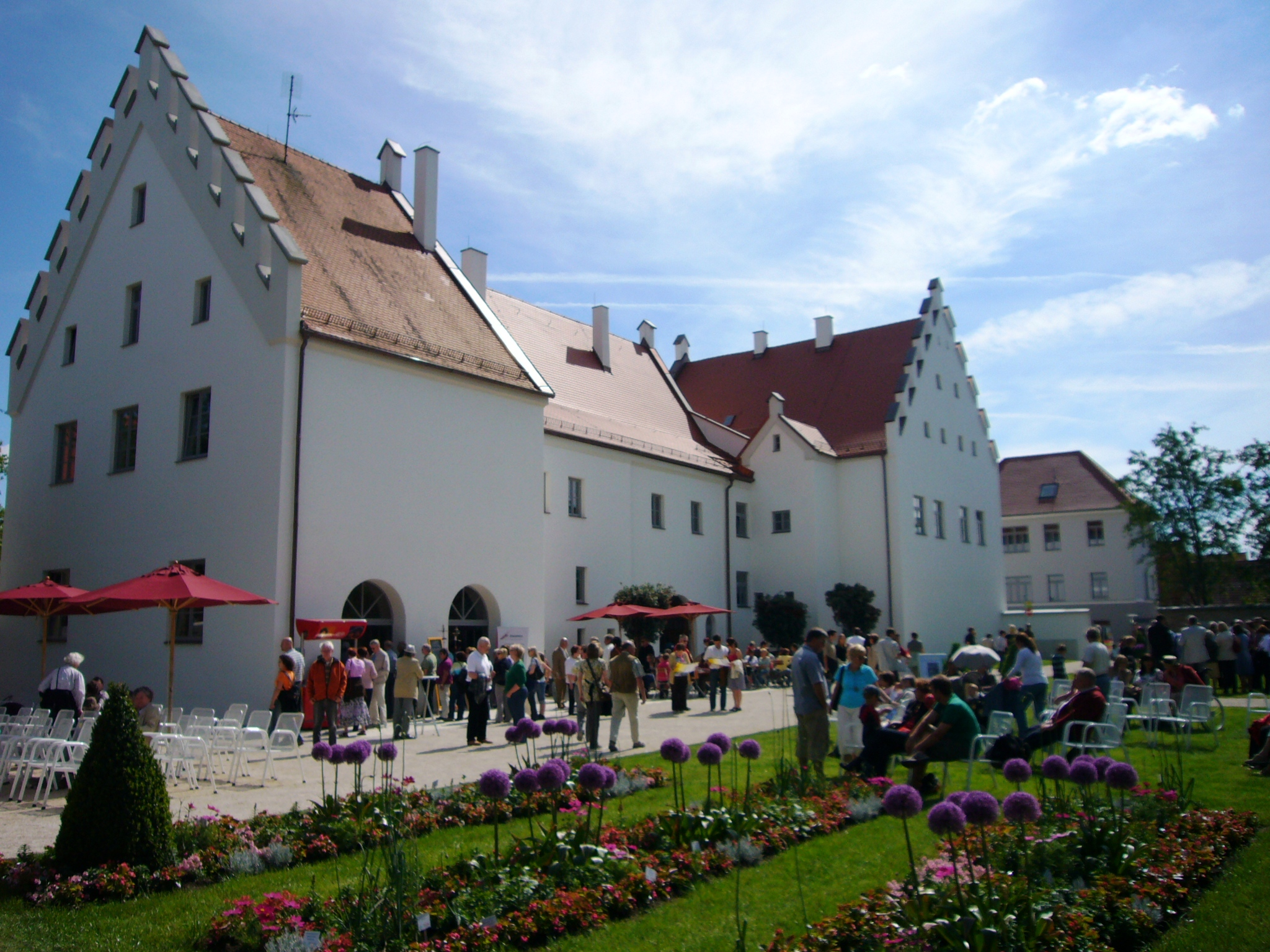
Schloss

### Natur
Als Teil des Projektes Lebensraum Lechtal wurde der Naturerlebnispfad Fohlenweide angelegt. Künstlich angelegt wurde auch der Dehner-Blumen-Park. Vom 29. Mai bis 23. August 2009 fand die bayerische Regionalgartenschau Natur in Rain statt.

### Regelmäßige Veranstaltungen
Jedes zweite Wochenende im Juli findet das Rainer Stadtfest statt. Seit dem 14. Jahrhundert gibt es vier Jahrmärkte. Die Termine, jeweils mit verkaufsoffenem Nachmittag des Einzelhandels, sind der letzte Sonntag im April (Maimarkt), der letzte Sonntag im Juli (Jakobimarkt), der zweite Sonntag im September (Herbstmarkt) und der zweite Sonntag im November (Martinimarkt). Die Rainer Schlossweihnacht findet am zweiten Advents-Wochenende (Donnerstag bis Sonntag) statt.

### Vereine

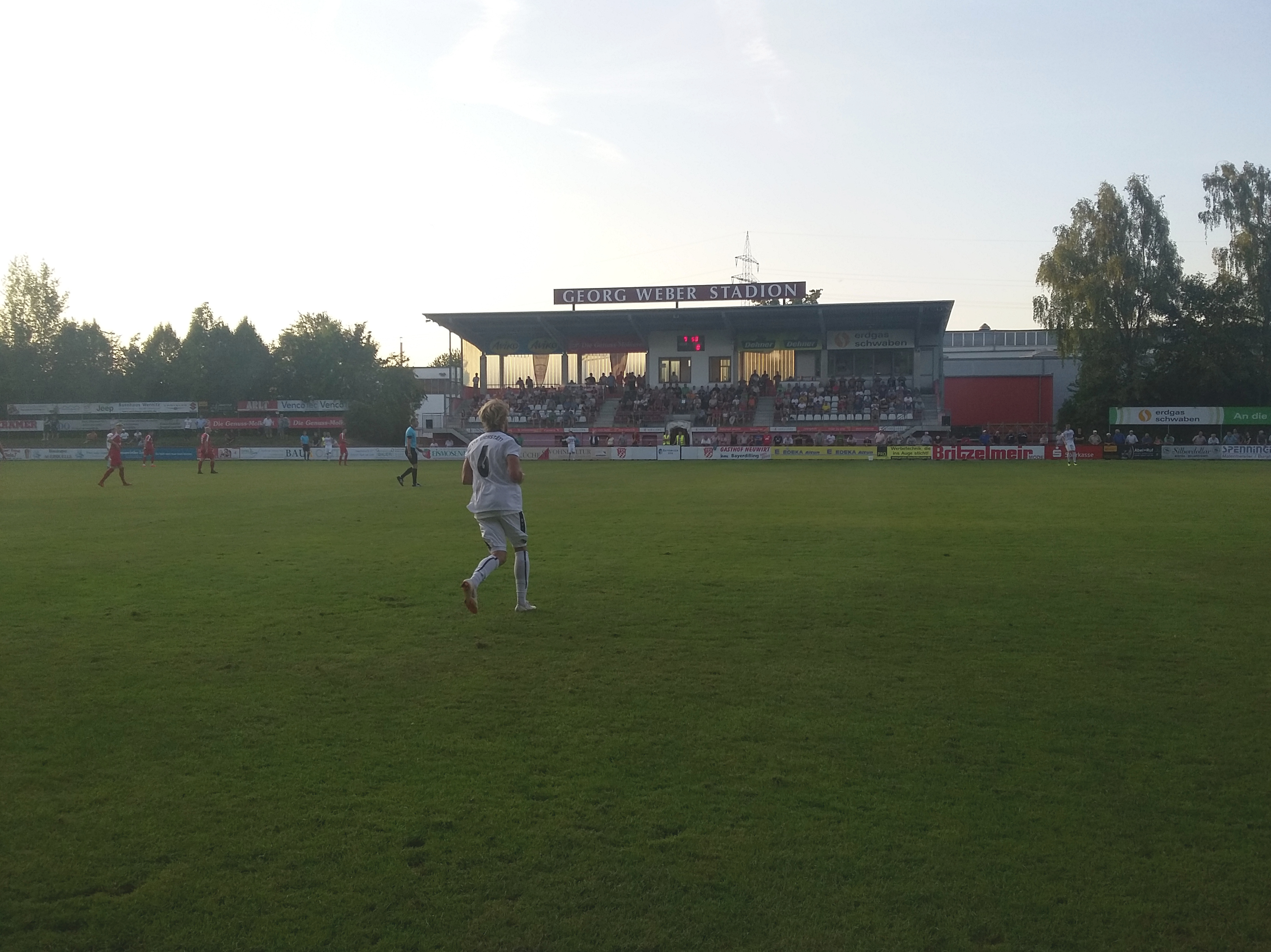
Georg-Weber-Stadion

Der TSV 1896 Rain bietet zahlreiche Sportarten an und hat rund 1300 Mitglieder. Im Fußball war er von 2012 bis 2014, 2015/16 und von 2019 bis 2023 mit seiner 1. Mannschaft in der Regionalliga Bayern vertreten, in der Saison 2023/24 tritt die Mannschaft in der fünftklassigen Bayernliga Süd an. Die Heimspiele bestreitet die Fußballmannschaft im Georg-Weber-Stadion. Die 1. Damenmannschaft der Kegelabteilung wurde in der Saison 2007/08 Meister in der Regionalliga Schwaben/Oberbayern und stieg in die Landesliga Süd auf.
Zu den größeren der rund 50 Vereine in der Kernstadt gehören der Tennisclub (TC Rot-Weiß Rain), der Faschingsclub (FCR), der Eisstockverein (ESV Rain), die Königlich-privilegierte Schützengesellschaft und der Angelsportverein (ASV Rain). In der Kernstadt und in zehn Stadtteilen gibt es Freiwillige Feuerwehren, in den Stadtteilen bestehen unter anderem fünf Schützenvereine, der Sportverein Bayerdilling und der Fußballclub Staudheim.

## Wirtschaft und Infrastruktur

### Gewerbebetriebe
Rain ist Stammsitz der Gartencenter-Kette Dehner. Sie beschäftigt dort über 1100 Arbeitnehmer.
Ansässig ist auch die deutsche Tochtergesellschaft des niederländischen Unternehmens Aviko als Hersteller von Kartoffelprodukten sowie das Kartoffel Centrum Bayern. Dieses organisiert nicht nur die komplette Rohstoffversorgung der Firma Aviko, sondern ist auch Bayerns größter Kartoffelvermarkter für die Landwirtschaft der Region.
In Rain befindet sich ein Werk der Südzucker AG mit etwa 240 bis 280 Mitarbeitern. Im IT-Bereich ist das 1999 gegründete Unternehmen 4Sellers mit rund 130 Mitarbeitern in Rain ansässig. IFA Technology, Hersteller von industriellen Wiege-, Misch- und Dosieranlagen, wurde 1980 in der Stadt gegründet.
Zu den größeren Arbeitgebern zählen ferner die Produktionsstätte der terrasan Haus- + Gartenbedarf GmbH, die von der Unternehmensgruppe Compo übernommen wurde, die Krämer GmbH (Industriebehälter) sowie die Geschäftsstellen der Sparkasse Neuburg-Rain und der VR Bank Neuburg-Rain.

### Arbeitsplätze
In der Stadt gab es am 30. Juni 2019 insgesamt 4438 sozialversicherungspflichtige Arbeitsplätze, das sind 716 mehr als fünf Jahre zuvor.

### Verkehr
Die Stadt liegt an der B 16 (Ulm – Regensburg) sowie an der Bahnstrecke Ingolstadt–Neuoffingen, der  Bayerischen Donautalbahn. Der Bahnhof Rain wird unter der Woche stündlich pro Richtung, an Samstagen, Sonn- und Feiertagen zweistündlich angefahren.
Seit 15. Oktober 2010 ist die Süd-Ost-Umgehung fertiggestellt, die das Stadtgebiet Rain vom Durchgangsverkehr entlastet. Der erste Bauabschnitt von der Bundesstraße 16 bis zur Neuburger Straße (mit Anbindung der Kreisstraße nach Staudheim und der Staatsstraße nach Gempfing) wurde am 15. September 2007 seiner Bestimmung übergeben, der zweite Abschnitt von der Neuburger Straße bis Unterpeiching wurde 2010 realisiert.
Seit 2009 liegt Rain (Lech) aufgrund einer Änderung der Streckenführung an der Romantischen Straße.

### Bildung
Die Johannes-Bayer-Volksschule (Grundschule) hat 18 Klassen mit 27 Lehrern und 399 Schülern einschließlich der Außenstelle in Genderkingen mit zwei Klassen (Schuljahr 2020/21). Die Vereinbarkeit von Beruf und Familie gewährleisten für Eltern von Grundschulkindern die Ganztagsklasse, verlängerte Mittagsbetreuung und der Hort in den Ferien.
Im Schulzentrum sind die Gebrüder-Lachner-Mittelschule (mit M-Zug und Ganztagsklasse, 21 Klassen, 32 Lehrkräfte, 352 Schüler) und die Staatliche Realschule (49 Lehrkräfte, 692 Schüler) untergebracht (Schuljahr 2020/21). Für den 1972/73 fertig gestellten und 2020/21 abgebrochenen Teil des Schulzentrums wird derzeit ein Ersatzneubau erstellt.
Die nächstgelegenen Gymnasien sind in Donauwörth und Neuburg an der Donau.
Es gibt sechs Kindertagesstätten, davon vier in der Kernstadt (Am Schloss, Bei der Klause, Krippe Am Rathaus und Waldkindergarten Lechfasane) und jeweils eine in Bayerdilling und in Gempfing. Insgesamt sind 366 Plätze eingerichtet, betreut werden 310 Kinder vom ersten Lebensjahr bis zur Einschulung (Stand 1. März 2020), Buchungszeiten werden von vier bis neun Stunden einschließlich Mittagessen angeboten.
Seit 1975 gibt es eine Außenstelle der Volkshochschule Donauwörth.

## Persönlichkeiten

### Söhne und Töchter der Stadt
- Georg Tannstetter, genannt Collimitius (Gelehrter und Humanist, 1482–1535)
- Caspar Lagus (Rechtswissenschaftler und Professor, 1536/33–1606)
- Georg Mayr (Jesuit, Linguist, 1564–1623)
- Johannes Bayer (Jurist und Ersteller der Uranometria, 1572–1625)
- Ferdinand Reisner (Geistlicher, Theologe und Schriftsteller 1721–1789)
- Joseph von Weber (Naturwissenschafter und Geistlicher, 1753–1831)
- Richard Anton Nikolaus Carron du Val (Jurist und Bürgermeister von Augsburg, 1793–1846)
- Theodor Lachner (Hoforganist und Musiklehrer, 1795–1877)
- Ernst Kaiser (1803–1865), Landschaftsmaler[17]
- Franz Lachner (Musiker, 1803–1890)
- Ignaz Lachner (Musiker, 1807–1895)
- Vinzenz Lachner (Musiker, 1811–1893)
- Ludwig Wilhelm Fischer (Landrichter und Heimatforscher, 1817–1890)
- Johann Pollak (Bildhauer, 1843–1917)
- Anna Maria Brandmaier (Geliebte des Malers Franz von Stuck, 1875 im Stadtteil Bayerdilling–1944 in München)
- Hans Stadler (Arzt und Ornithologe, 1875–1962)
- Heinrich Huber (Kirchenkomponist, 1879–1916)
- Michael Raucheisen (Pianist und Liedbegleiter, 1889–1984)
- Otto Stickl (Hygieniker und Hochschullehrer, 1897–1951)
- Dieter Reiter (* 1958), Kommunalpolitiker (SPD), seit Mai 2014 Oberbürgermeister von München
- Johann Evangelist Hafner (* 1963), Theologe und Philosoph
- Bernd Meier (Fußballprofi, 1972–2012)

### Persönlichkeiten, die in der Stadt wirken oder wirkten
- Georg Weber (Unternehmer, 1910–1986)
- Hans-Georg Andreae (Landwirt und Agrarfunktionär, 1934–2014)

## Filmografie
Beim Rainer Rathaus drehte der Regisseur Franz Xaver Bogner Außenaufnahmen seiner Serie Der Kaiser von Schexing.